# Resolución 1920 del Consejo de Seguridad de las Naciones Unidas
La resolución 1920 del Consejo de Seguridad de las Naciones Unidas, aprobada por unanimidad el 30 de abril de 2010, reafirmándose en las resoluciones anteriores número 1754, 1783, 1813 y 1871 sobre el Sahara Occidental, decidió prorrogar el mandato de la Misión de las Naciones Unidas para el Referéndum del Sahara Occidental (MINURSO) hasta el 30 de abril de 2011 tras examinar el informe S/2010/175 del Secretario General.
La resolución 1920, aprobada durante la 6305.ª sesión del Consejo de Seguridad, fue presentada como proyecto de resolución por Francia, Rusia, España (que solicitó expresamente participar en el debate con voz pero sin voto, al no ser miembro del Consejo), Reino Unido y Estados Unidos.

## Resolución

### Observaciones
El Consejo de Seguridad se reafirmó en su determinación por poner en práctica las resoluciones 1754, 1783, 1813 y 1871 a través de la acción del Secretario General y de su Enviado Personal para el Sahara Occidental. Se reafirmó además en apoyar a las partes involucradas en el conflicto para alcanzar una solución política justa, duradera y mutuamente aceptable que proveyese de libre determinación al pueblo saharaui en el marco de lo dispuesto por la Carta de las Naciones Unidas. El Consejo de Seguridad consideró que Marruecos estaba realizando serios y creíbles esfuerzos [...] para hacer avanzar el proceso hacia una solución, tomó nota de sendas propuestas presentadas por Marruecos y el Frente Polisario al Secretario General en abril de 2007; de las cuatro rondas de conversación auspiciadas por el Secretario General, celebradas en Dürnstein (Austria) y Westchester County (Estados Unidos); y de los progresos realizados por amabas partes llevar a cabo negociaciones directas.
El Consejo afirmó en su resolución 1920 que el status quo que se había alcanzado en el conflicto no era aceptable a largo plazo, siendo esenciales los progresos en las negociaciones para todos los aspectos de la calidad de vida del pueblo del Sahara Occidental. Para dichos avances, el Consejo de Seguridad reafirmó su apoyo a Christopher Ross, Enviado Personal del Secretario General para el Sahara Occidental, y Hany Abdel-Aziz, recién nombrado Representante Especial del Secretario General para el Sahara Occidental y Jefe de la MINURSO.

### Acciones
Además de decidir prorrogar un año más el mandato de la MINURSO, el Consejo de Seguridad se reafirmó en la necesidad de que las partes implicadas en el conflicto del Sahara Occidental respetaran los acuerdos militares de esta misión en lo referente al alto el fuego. Además fueron exhortados para que siguieran dando muestras de voluntad política para poder iniciar una fase más intensa de negociaciones, las cuales debían desembocar en la aplicación de lo indicado en las resoluciones anteriormente aprobadas.